# Demarkációs vonal

Az Észak- és Dél-Koreát elválasztó demarkációs vonal

A demarkációs vonal egy ideiglenes határvonal, általában egymással hadban álló felek között, melyet legtöbbször fegyverszüneti egyezményben jelölnek ki. A határvonalat egyik fél sem lépheti át. A végleges határvonal megállapításáig szokott érvényben maradni. Egyes demarkációs vonalak hosszú ideig is fennállhatnak, és ha az elválasztott közösségek közti feszültség nem oldható fel, extrém esetben akár valóságos határrá is alakulhatnak.
A demarkációs vonal létrehozatala során az országhatár kijelölésének első lépései nem, csak a legutolsó valósul meg, vagyis katonák kőtömböket vagy egyéb akadályokat raknak le a megállapodott vonalon, nélkülözve a határ legitimitását és kétoldalú, kölcsönös elismerését.
Néhány közismert demarkációs vonal:
- A Mason–Dixon-vonal, mely brit gyarmatokat választott el egymástól Észak-Amerikában az 1760-as évektől, később mintegy kulturális határt képezve a rabszolgaságot eltörlő északnyugati és az azt fenntartó déli államok (Dixie) között.[1]
- A Curzon-vonal egy demarkációs vonal terve volt a Második Lengyel Köztársaság és az Oroszországi SzSzSzK között, melyet Lord Curzon javasolt 1919-ben.[2]
- Az Észak- és Dél-Koreát elválasztó demarkációs vonal a koreai demilitarizált övezetben.
- Az észak-írországi Peace Lines.
- A ciprusi zöld vonal.
- A Grúziát és Abháziát elválasztó demarkációs vonal.